# 朱奎 (1930年)
朱奎（1930年4月—2018年9月14日），男，江苏沛县人，中国政治人物，曾任云南省人民政府副省长。

## 生平
1945年参加革命工作，历任单县联合会办事员，十一纵队随军办事处会计、副股长，十一纵队供给部政治处民运干事，十七军后勤部工作队政治指导员等职。
1950年1月至1954年7月，历任贵州省安顺专区公安派出所所长、公安处干事、副科长、政治协理员等职。1954年至1960年，历任西南有色局设计公司科长、队长，有色冶金设计院昆明办事处党总支书记，昆明勘探公司党委副书记、书记等职。1960年至1970年，历任昆钢炼铁厂党委书记，昆钢公司党委副书记、书记等职。1970年至1978年，历任云锡公司老厂锡矿革委会副主任、党委副书记，云锡公司党委副书记、书记，革委会副主任、主任等职。1979年至1980年，任云南省冶金工业局党组副书记、副局长。1980年至1983年，任中共昆明市委书记（当时设有第一书记）、昆明市人民政府市长。
1983年至1989年，任中共云南省委常委、云南省人民政府常务副省长，协助省长负责政府常务工作，分管经委、建委、工交部门、外事、外经贸、物资、城乡建设、环境保护、土地管理、劳动工资等工作。1989年至1993年，任国务院三线建设调整改造规划办公室副主任。1993年至1998年，任第八届全国政协委员。2000年离休。2018年9月14日凌晨2时20分在昆明逝世。